# 겐로쿠엔

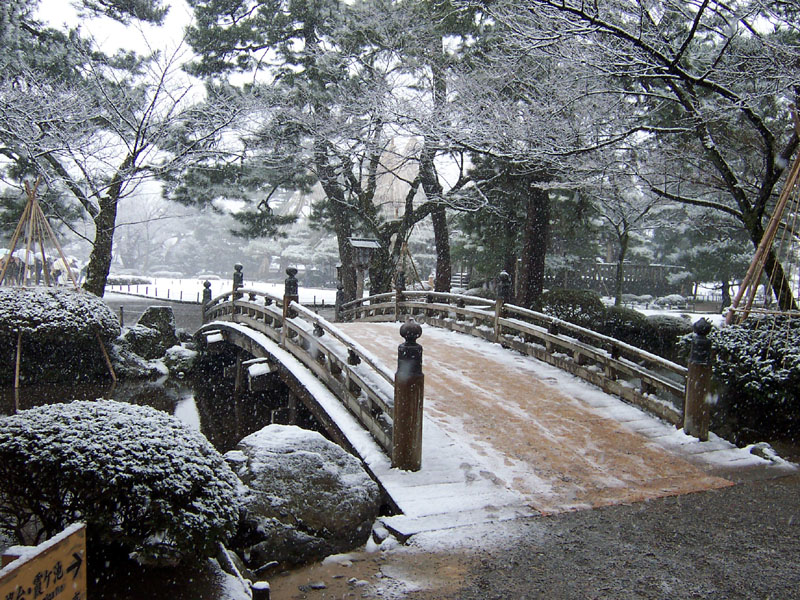
12월의 겐로쿠엔의 다리

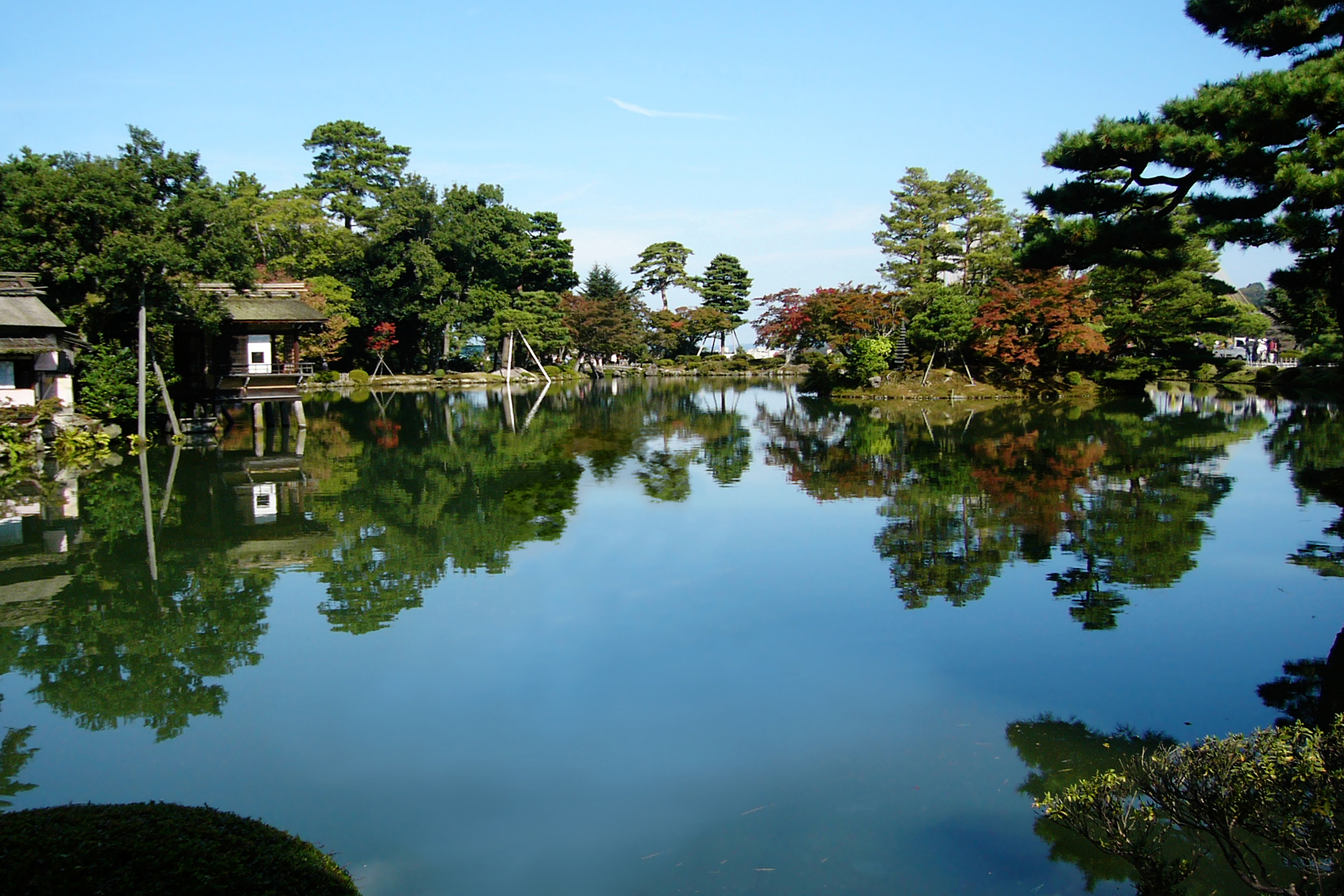
Kasumi Pond, November.

겐로쿠엔(兼六園)은 일본 이시카와현 가나자와시에 위치한 오래된 다이묘의 정원으로 1620년대부터 1840년대까지 가가번을 지배했던 마에다씨에 의해 만들어졌다.
가이라쿠엔, 고라쿠엔과 더불어 겐로쿠엔은 일본 3대 정원의 하나이다. 정원은 연중 낮 시간에 개방되고 계절마다 아름다운 정취를 가진 것으로 유명하다.
정원은 원래 가나자와 성 바깥에 위치했으며 면적은 114,436.65 m²이다. 5대 번주 마에다 쓰나노리가 렌치 정(蓮池亭)을 만들고 그 뜰을 렌치 뜰(蓮池庭)로 부르면서 만들어지기 시작했다. 그러나 이 정원은 1759년에 화재로 파괴되었다. 1774년에 11대 번주 마에다 하루나가에 의해 재건되기 시작했고 미도리 폭포(翠滝), 다실(茶室)인 유가오 정(夕顔亭)이 만들어졌다. 정원의 발전은 계속되어 1822년에 12대 번주 마에다 나리나가에 의해 다쓰미 수로로부터 물을 끌어와 정원의 구불구불한 개울이 만들어졌다. 이후 13대 번주 마에다 나리야스는 더 많은 개울을 만들고 가스미 연못을 확장하였다. 이로써 현재 형태의 겐로쿠엔이 완성되었다. 정원은 1874년 5월 7일에 대중에게 개방되었다.
정원의 이름은 마에다 나리야스 때 마쓰다이라 사다노부에 의해 명명된 것이다. 겐로쿠엔이라는 명칭은 송대의 시인 이격비(李格非)의 낙양명원기(洛陽名園記)에서 유래한 것으로 광대함, 고요함, 기교, 고색창연함, 수로, 조망이라는 6가지 정원의 조건을 두루 갖추었다는 뜻이다.
겐로쿠엔에는 약 8,750그루의 나무와 183종이 식물이 서식하고 있다. 정원에서 특별히 눈여겨보아야 할 것은 다음과 같다.
- 자연의 위치에너지만을 이용해 작동하는 일본에서 가장 오래된 분수가 있다.
- 다실인 유가오 정은 정원에서 가장 오래된 건물로 1774년에 세워졌다.
- 가라사키 소나무는 13대 번주 나리야스에 의해 비와호 주변의 가라사키에서 옮겨 심은 것이다.
- 두 개의 다리를 가진 석등인 고토지 등롱은 고토에 있는 다리와 닮은 점이 있다고 생각된다. 이 석등은 겐로쿠엔과 가나자와의 상징물이다.
- 간코 교는 11개의 붉은 돌이 거위가 나는 듯한 형상으로 놓여있다.
- 가이세키 탑은 도요토미 히데요시가 마에다 씨에게 증여한 것이라고 한다.
- 겨울에 공원은 폭설의 피해로부터 나무를 보호하기 위해 밧줄로 나뭇가지 사이를 원뿔 모양으로 연결한 유키쓰리로 유명하다.

## 사진

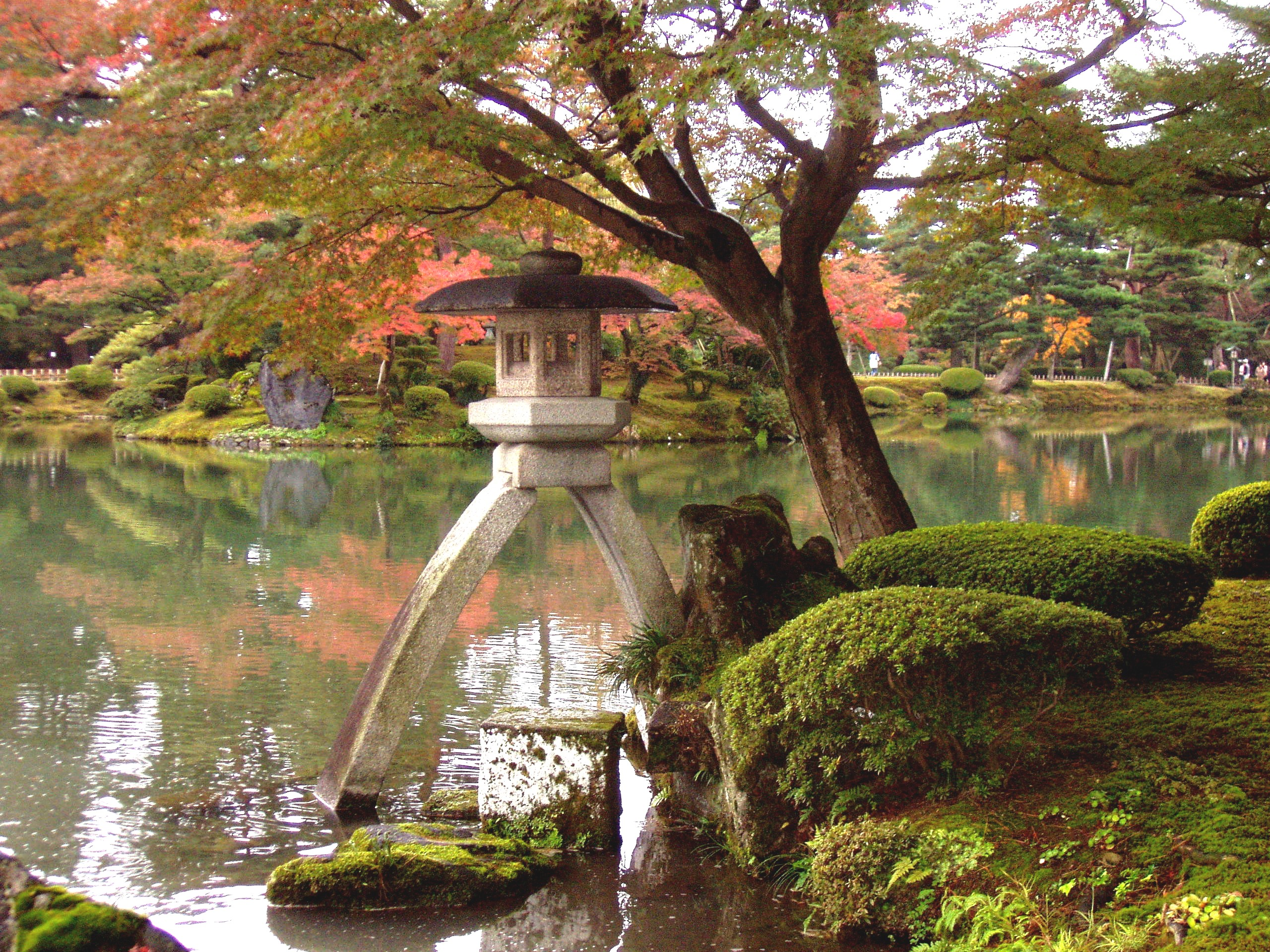
고토지 등롱
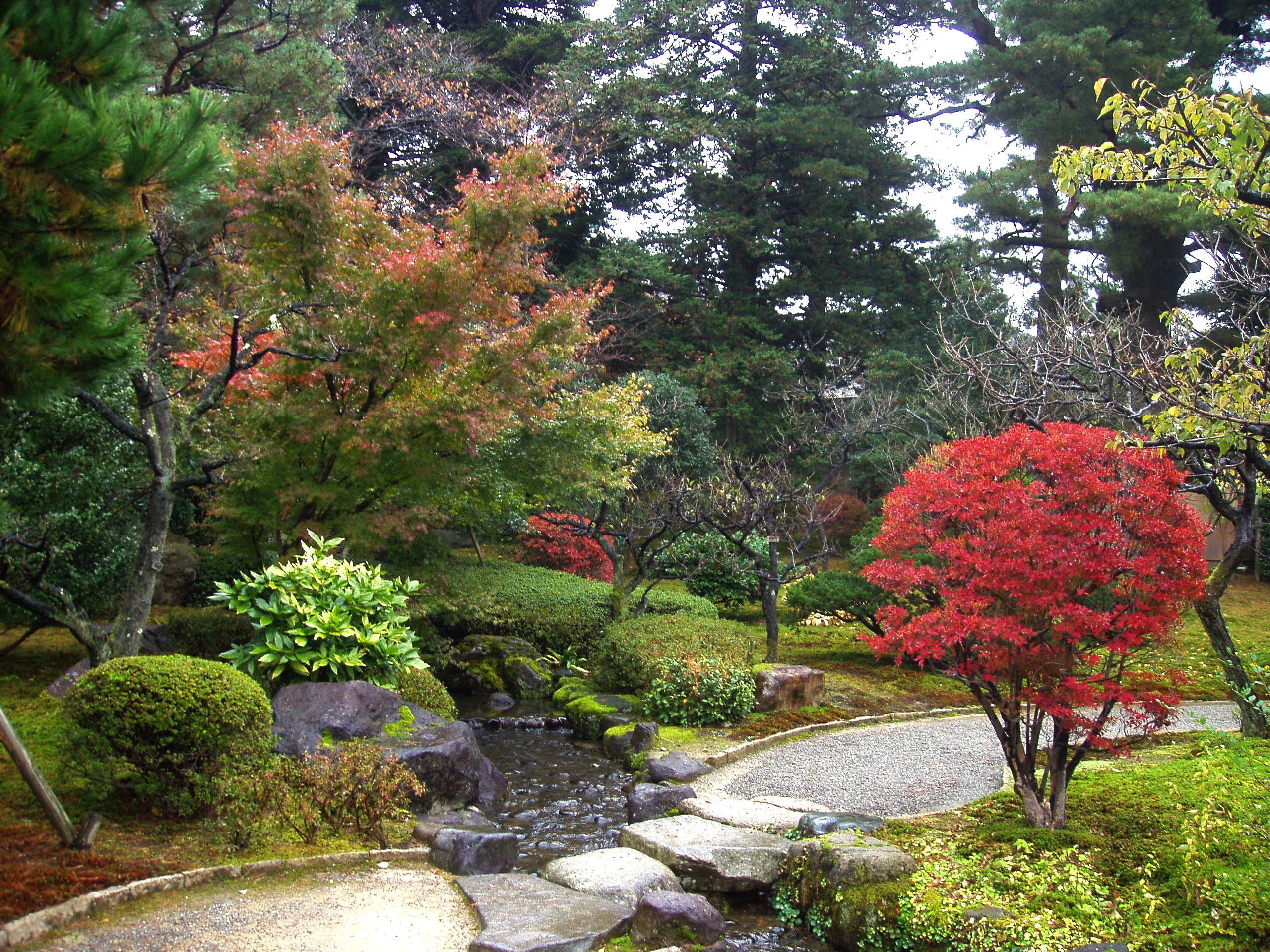
11월 중순의 길과 수로
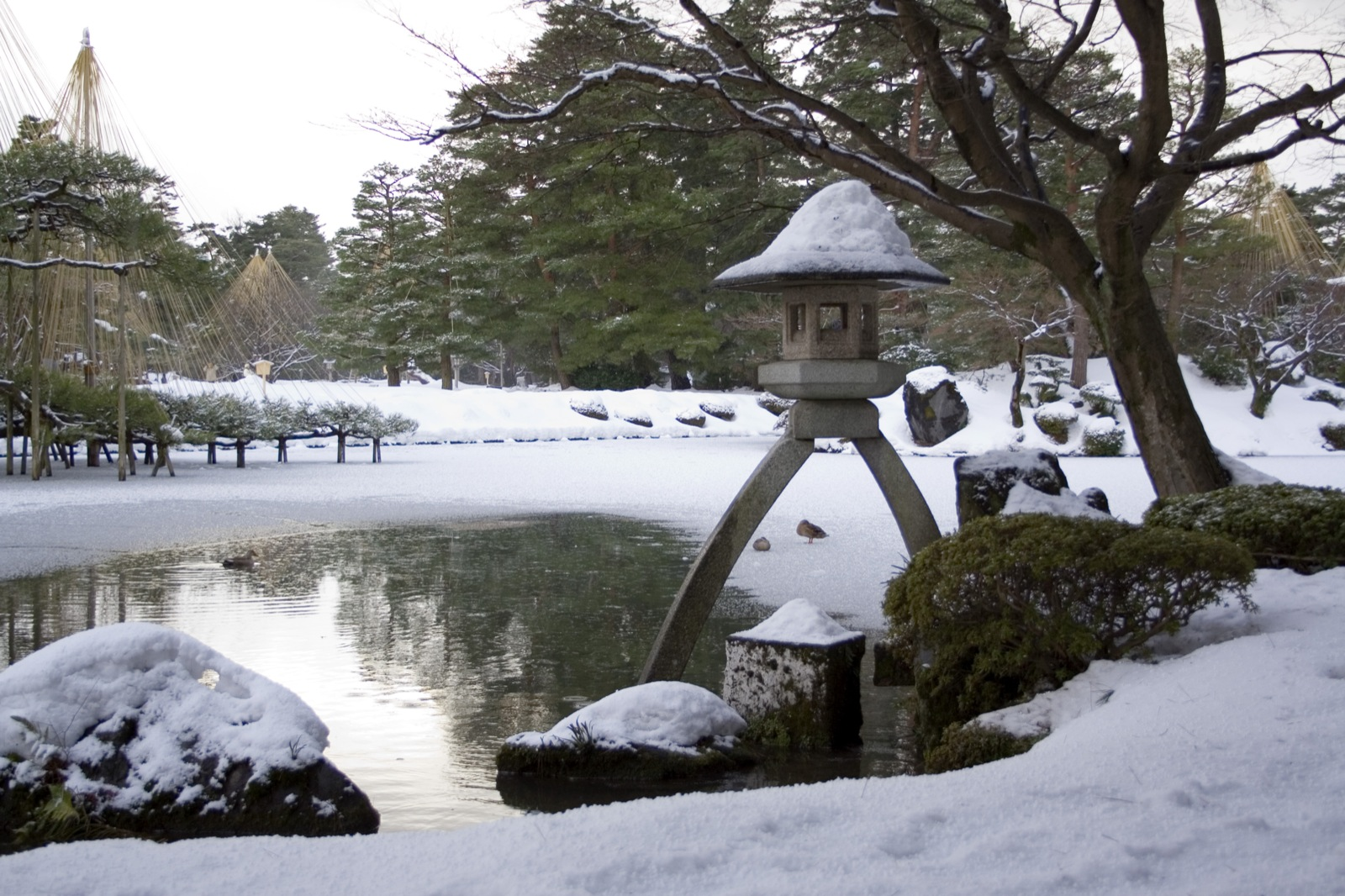
겨울의 고토지 등롱
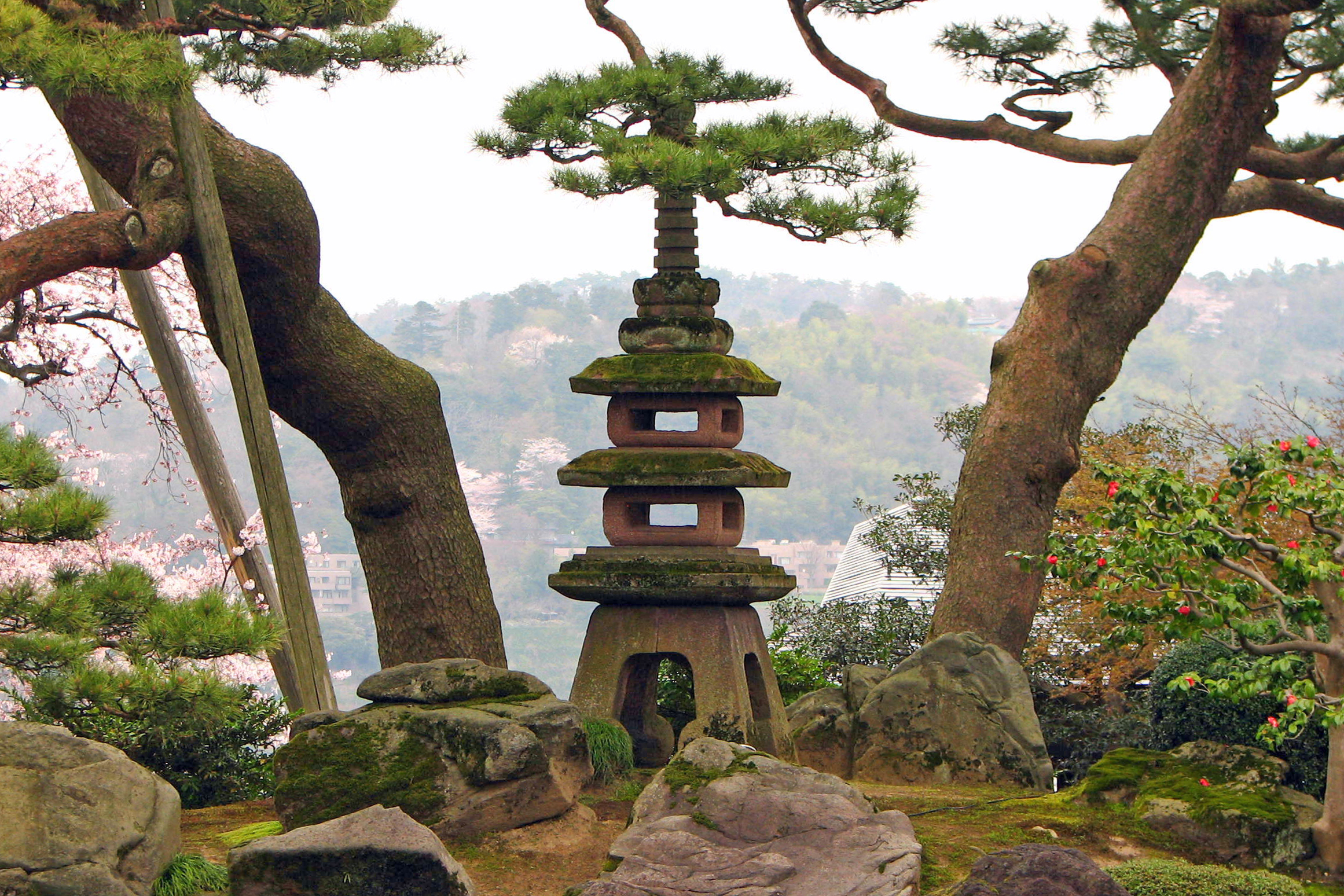
석등
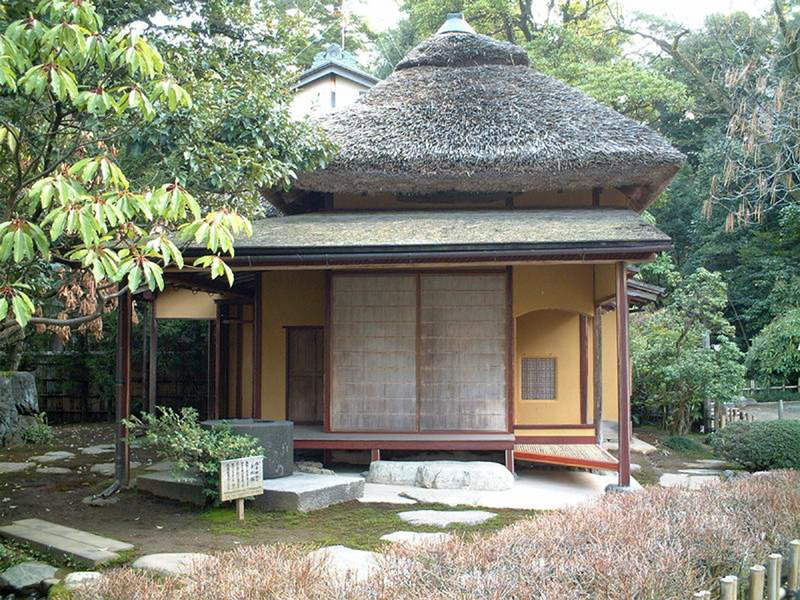
유가오 정
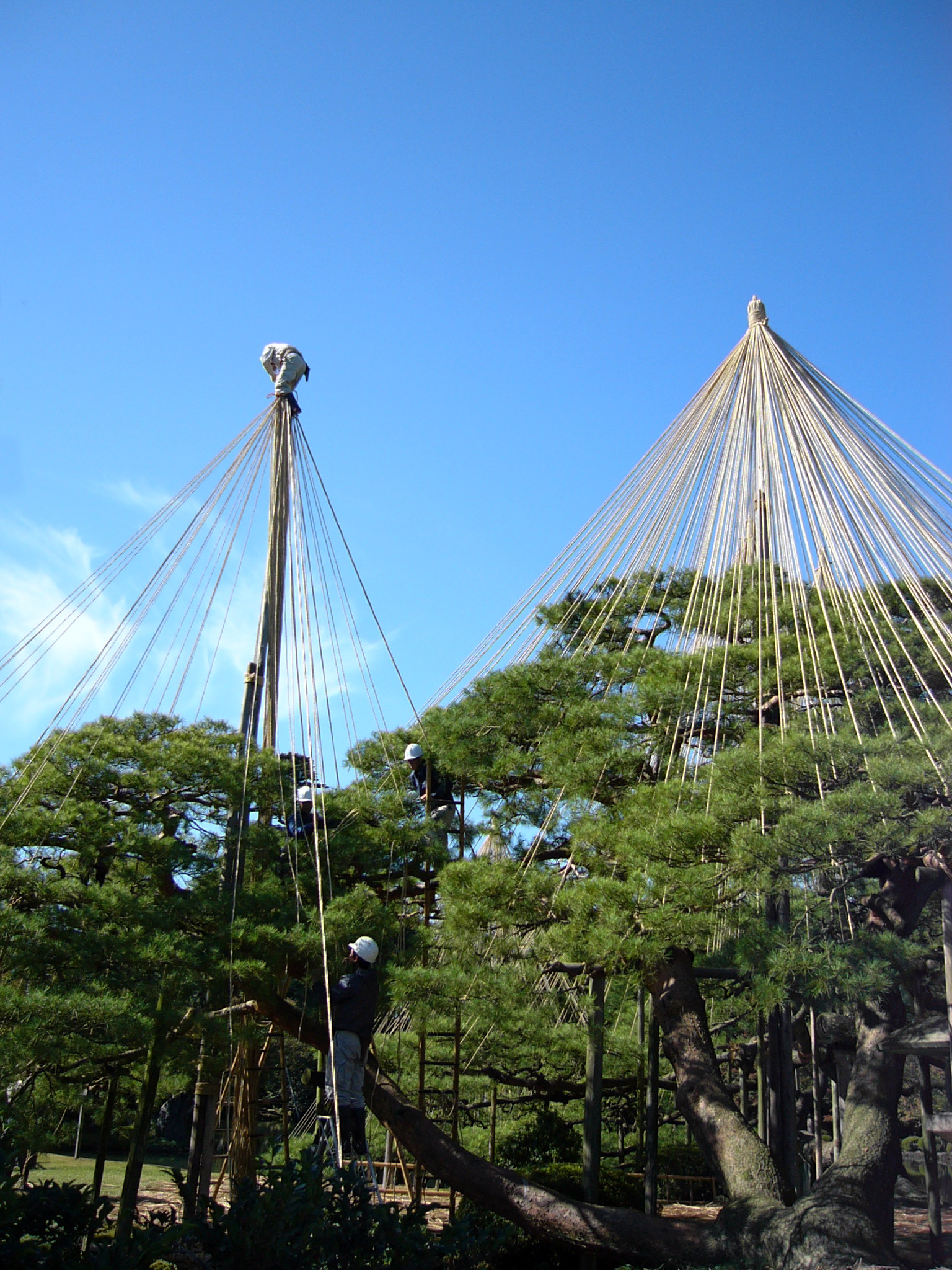
소나무의 유키쓰리[雪吊]